# Chiesa di Santa Maria Assunta (Milano, Città Studi)

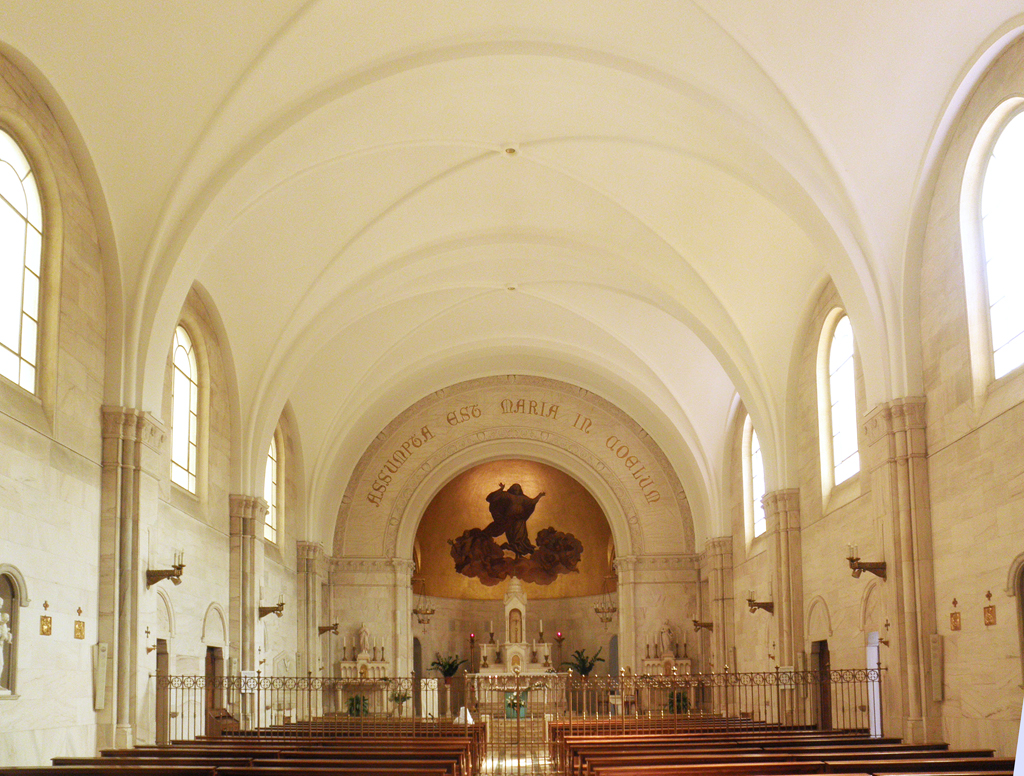
L’interno

La chiesa di Santa Maria Assunta è una chiesa di Milano, sita nel quartiere di Città Studi.

## Storia
La chiesa venne costruita dal 1950 al 1951 su progetto dell'ingegnere Giovanni Maggi, come cappella del pensionato universitario femminile, diretto dalle suore francescane missionarie di Maria.

## Caratteristiche
La chiesa, di dimensioni ridotte, è posta fra alti edifici d'abitazione in una strada secondaria, e risulta pertanto poco visibile.
La facciata, in mattoni a vista, riprende elementi dell'architettura lombarda tradizionale, come il finestrone centrale tripartito, e ricorda nello stile la chiesa dei Santi Nereo e Achilleo progettata dallo stesso Maggi nell'anteguerra.
L'interno è a navata unica, ricoperta da volte a crociera e con decorazioni in stile classico. L'aula è suddivisa longitudinalmente in due parti da una cancellata; la parte più lontana dal presbiterio è riservata ai fedeli, quella più vicina alle religiose.